# GvA Trofee veldrijden 1998-1999
De Gazet van Antwerpen Trofee 1998-1999 was het 12e seizoen van dit regelmatigheidscriterium in het veldrijden. De wedstrijdserie begon op 11 november 1998 in Niel en eindigde met de Internationale Sluitingsprijs in Oostmalle op 14 februari 1999. 
De Trofee telde dit jaar 6 crossen. 
Marc Janssens won voor de tweede keer het eindklassement, zonder één manche te winnen.

## Kalender
| Datum      | Locatie                                    | Eerste          | Tweede              | Derde               |
| ---------- | ------------------------------------------ | --------------- | ------------------- | ------------------- |
| 11/11/1998 | Niel - Jaarmarktcross                      | Mario De Clercq | Marc Janssens       | Adrie van der Poel  |
| 28/11/1998 | Kalmthout - Vlaamse Industrieprijs Bosduin | Bart Wellens    | Richard Groenendaal | Adrie van der Poel  |
| 19/12/1998 | Essen - GP Rouwmoer                        | Sven Nys        | Mario De Clercq     | Richard Groenendaal |
| 26/12/1998 | Rijkevorsel                                | Mario De Clercq | Marc Janssens       | Erwin Vervecken     |
| 06/02/1999 | Lille - Krawatencross                      | Bart Wellens    | Sven Nys            | Arne Daelmans       |
| 14/02/1999 | Oostmalle - Internationale Sluitingsprijs  | Sven Nys        | Arne Daelmans       | Erwin Vervecken     |

## Puntenverdeling
De eerste 30 kregen punten aan de hand van de volgende tabel:
| Positie | 1  | 2  | 3  | 4  | 5  | 6  | 7  | 8  | 9  | 10 | 11 | 12 | 13 | 14 | 15 | 16 | 17 | 18 | 19 | 20 | 21 | 22 | 23 | 24 | 25 | 26 | 27 | 28 | 29 | 30 |
| Punten  | 35 | 32 | 29 | 27 | 26 | 25 | 24 | 23 | 22 | 21 | 20 | 19 | 18 | 17 | 16 | 15 | 14 | 13 | 12 | 11 | 10 | 9  | 8  | 7  | 6  | 5  | 4  | 3  | 2  | 1  |

## Eindklassement (top 10)
| Nr. | Veldrijder       | Punten |
| --- | ---------------- | ------ |
| 1.  | Marc Janssens    | 159    |
| 2.  | Arne Daelmans    | 145    |
| 3.  | David Willemsens | 143    |
| 4.  | Peter Willemsens | 123    |
| 5.  | Kris Wouters     | 117    |
| 6.  | Erwin Vervecken  | 106    |
| 7.  | Kurt De Roose    | 95     |
| 8.  | Paul Van Loon    | 93     |
| 9.  | Paul Herygers    | 81     |
| 10. | Jan Van Donink   | 80     |

## Uitslagen
| Nr. | Naam                 | Tijd     |
| --- | -------------------- | -------- |
| 1   | Mario De Clercq      | onbekend |
| 2   | Marc Janssens        |          |
| 3   | Adrie van der Poel   |          |
| 4   | Bart Wellens         |          |
| 5   | Peter Van Santvliet  |          |
| 6   | Erwin Vervecken      |          |
| 7   | Peter Willemsens     |          |
| 8   | Danny De Bie         |          |
| 9   | Ben Berden           |          |
| 10  | Peter Van Den Abeele |          |

| Nr. | Naam                | Tijd     |
| --- | ------------------- | -------- |
| 1   | Bart Wellens        | onbekend |
| 2   | Richard Groenendaal |          |
| 3   | Adrie van der Poel  |          |
| 4   | Sven Nys            |          |
| 5   | Wim de Vos          |          |
| 6   | Peter Willemsens    |          |
| 7   | Peter Van Santvliet |          |
| 8   | David Willemsens    |          |
| 9   | Marc Janssens       |          |
| 10  | Gianni David        |          |

| Nr. | Naam                | Tijd     |
| --- | ------------------- | -------- |
| 1   | Sven Nys            | onbekend |
| 2   | Mario De Clercq     |          |
| 3   | Richard Groenendaal |          |
| 4   | Marc Janssens       |          |
| 5   | Peter Willemsens    |          |
| 6   | David Willemsens    |          |
| 7   | Tom Vannoppen       |          |
| 8   | Paul Herygers       |          |
| 9   | Kurt De Roose       |          |
| 10  | Gianni David        |          |

| Nr. | Naam                 | Tijd     |
| --- | -------------------- | -------- |
| 1   | Mario De Clercq      | onbekend |
| 2   | Marc Janssens        |          |
| 3   | Erwin Vervecken      |          |
| 4   | Arne Daelmans        |          |
| 5   | David Willemsens     |          |
| 6   | Jan Van Donink       |          |
| 7   | Paul Van Loon        |          |
| 8   | Kris Wouters         |          |
| 9   | Gianni David         |          |
| 10  | Tadeusz Korzeniewski |          |

| Nr. | Naam             | Tijd     |
| --- | ---------------- | -------- |
| 1   | Bart Wellens     | onbekend |
| 2   | Sven Nys         |          |
| 3   | Arne Daelmans    |          |
| 4   | Erwin Vervecken  |          |
| 5   | David Willemsens |          |
| 6   | Peter Willemsens |          |
| 7   | Kris Wouters     |          |
| 8   | Erwin Vervecken  |          |
| 9   | Paul Herygers    |          |
| 10  | Kurt De Roose    |          |

| Nr. | Naam             | Tijd     |
| --- | ---------------- | -------- |
| 1   | Sven Nys         | onbekend |
| 2   | Arne Daelmans    |          |
| 3   | Erwin Vervecken  |          |
| 4   | Ben Berden       |          |
| 5   | Bart Wellens     |          |
| 6   | David Willemsens |          |
| 7   | Kris Wouters     |          |
| 8   | Peter Willemsens |          |
| 9   | Tom Vannoppen    |          |
| 10  | Paul Herygers    |          |

Kampioenschappen:  Wereldkampioenschappen · 
 Belgische kampioenschappen · 
 Nederlandse kampioenschappen
Klassementen:  Wereldbeker · 
 Superprestige · 
 GvA Trofee · 
 Challenge national
1987-1988 · 1988-1989 · 1989-1990 · 1990-1991 · 1991-1992 · 1992-1993 · 1993-1994 · 1994-1995 · 1995-1996 · 1996-1997 · 1997-1998 · 1998-1999 · 1999-2000 · 2000-2001 · 2001-2002 · 2002-2003 · 2003-2004 · 2004-2005 · 2005-2006 · 2006-2007 · 2007-2008 · 2008-2009 · 2009-2010 · 2010-2011 · 2011-2012 · 2012-2013 · 2013-2014 · 2014-2015 · 2015-2016 · 2016-2017 · 2017-2018 · 2018-2019 · 2019-2020 · 2020-2021 · 2021-2022 · 2022-2023 · 2023-2024 · 2024-2025